# Eparchia Kairu (chaldejska)
Eparchia Kairu – eparchia Kościoła chaldejskiego w Egipcie, obejmująca wszystkich wiernych tego obrządku zamieszkałych w tym kraju. Została erygowana w 1980. Podlega bezpośrednio chaldejskiemu patriarsze Bagdadu. Eparcha kairski posiada jurysdykcję nad chaldejskimi katolikami na terenie całego Egiptu.

## Historia
Została erygowana przez papieża Jana Pawła II 23 kwietnia 1980 z istniejącej od 1890 siedziby wikariusza patriarchy Bagdadu.
Od 2009 diecezja nie posiada swojego eparchy.

## Biskupi
- Ephrem Bede (1980-1984)
- Ibrahim Sarraf (1984-2009)